# Pożarnicze Centrum Historyczno-Edukacyjne Ziemi Łódzkiej w Wolborzu
Pożarnicze Centrum Historyczno-Edukacyjne Ziemi Łódzkiej w Wolborzu – placówka o charakterze muzealnym (gminna jednostka organizacyjna), powstała w 2007 r. we współpracy z miejscową strażą pożarną.

## Historia
Kamień węgielny pod budowę Centrum został wmurowany w czerwcu 2005 roku, podczas obchodów 200-lecia Ochrony Przeciwpożarowej w Wolborzu. Prace budowlane zostały ukończone w lutym 2007 roku, a oficjalne otwarcie miało miejsce 8 lipca tego samego roku. 
Realizacja projektu placówki była możliwa dzięki wsparciu między innymi  środkami Europejskiego Funduszu Rolnego na rzecz Rozwoju Obszarów Wiejskich.

## Zbiory
Placówka powstała na bazie bogatych zbiorów z zakresu pożarnictwa miejscowych członków i działaczy wolborskiej Ochotniczej Straży Pożarnej - małż. Urszuli (zm. w 2003) i Andrzeja (aktualny prac. merytoryczny placówki) Kotlickich .
Uzupełniają je zbiory regionaliów Stowarzyszenia Przyjaciół Wolborza oraz jego założyciela i wieloletniego prezesa dr Stefana Siniarskiego.
Zasadnicza część ekspozycji to hala do prezentacji sprzętu pożarniczego. Tu, w odniesieniu do najstarszego sprzętu, interesujące są jego spore miniatury, wykonane przez również miejscowych członków i działaczy OSP-Wolbórz - małż. Elżbietę i Janusza Kozłowskich. Są także oryginalne konne wozy bojowe. Okres mechaniczny reprezentuje samochód pożarniczy polskiej produkcji na bazie samochodu ciężarowego Star 25 z lat 60. XX wieku (sprawny).
Ten zbiór uzupełniają wszelkiego rodzaju motopompy, drabiny strażackie, sikawki, kolekcja strażackich mundurów bojowych i galowych (w tym zagranicznych) oraz hełmów i czapek oraz inny drobny sprzęt i wyposażenie strażackie.
Placówka prowadzi działalność edukacyjną (lekcje muzealne) w zakresie historii regionalnej oraz dziejów pożarnictwa miejscowego i polskiego.
W r. 2014 wyróżnienie specjalne za stoisko o charakterze historycznym na X Międzynarodowych Targach Ratowniczo-Gaśniczych „Edura” w Kielcach.

## Informacje praktyczne
Placówka jest obiektem całorocznym, czynnym z wyjątkiem sobót i poniedziałków. Znajduje się na tyłach budynków Miejskiego Ośrodka Kultury oraz miejscowej jednostki OSP-Wolbórz około 200 m. od rynku Wolborskiego. Obok dogodny parking, dla samochodów osobowych oraz autokarów.